# 溫思羅普港 (伊利諾伊州)
溫思羅普港（英語：Winthrop Harbor）是位於美國伊利諾伊州萊克縣的一個村落。

## 地理
溫思羅普港的座標為42°28′57″N 87°49′22″W / 42.48250°N 87.82278°W，而該地最高點為海拔高度200米（即656英尺）。

## 人口
根據2010年美國人口普查的數據，溫思羅普港的面積為12.50平方千米，當中陸地面積為12.28平方千米，而水域面積為0.22平方千米。當地共有人口13603人，而人口密度為每平方千米1,088人。